# Rainald von Bar (Bischof von Chartres)
Rainald von Bar (alternativ gelegentlich auch als Reginald von Mousson bezeichnet) († 9. Dezember 1217) war von 1182 bis 1217 Bischof von Chartres.

## Leben
Rainald von Bar war ein Sohn von Rainald II., seine Mutter war eine Tochter von Theobald II., über die er als Cousin verwandtschaftlich verbunden mit Philipp II. von Frankreich war. Außerdem war er Neffe von Wilhelm von Blois.
Seine geistliche Karriere startete er als Kanoniker an der Kathedrale von Tours. Dort war er auch Schatzmeister, bis er 1182 zum Bischof gewählt wurde. Er nahm am Dritten Kreuzzug teil. Im Jahr 1199 arrangierte er die Hochzeit von Theobald III. mit Blanka von Navarra. Letztere wurde bald faktische Regentin, was Rainald Einflussnahme erlaubte. 1201 wurde Philipps annullierte Ehefrau Agnes-Maria von Andechs-Meranien im Kloster St. Corentin begraben, das zur Diözese Chartres gehörte. 
1201 machte er eine Schenkung an Santo Spirito in Sassia, was Honorius III. 1217 urkundlich bestätigte.
Im Albigenserkreuzzug hatte er das Kommando über einige Ritter und nahm an der Belagerung der Burg Termes (Aude) teil. 
Im Bischofsamt war er Nachfolger von Petrus Cellensis und starb im Amt 1217.